# ジラール・ド・ルシヨン
ジラール・ド・ルシヨン（Girart de Roussillon、810年 - 877年3月4日?/879年）はブルゴーニュの族長。パリ伯（在位：839年 - 841年）、ヴィエンヌおよびリヨンの伯（在位：843年 - 870年）。パリ伯ルタール1世の息子であり、シャルル2世と戦ったことで皇帝ロタール1世に抱擁された。
また、名前については、ジラール（Girard）、ジェラール2世（Gérard II）、ジラール・ド・ヴィエンヌ（Gyrart de Vienne）などとも表記される。
正式な歴史資料によれば、ジラールはルシヨンの出身である旨の記述はない。彼の称号に付けられている「ルシヨン」の地名は、セーヌ川付近に建設した城に由来する。それでも、「フランスもの」あるいはカロリング物語群などの叙事詩などの影響から、彼は「ジラール・ド・ルシヨン」と表記されることが多い。これらの物語では、ジラールはドーン・ド・マイヤンスの息子という設定で登場することもあるが、個々の物語間で出自を含めて整合性が取れていないこともある。

## 史実

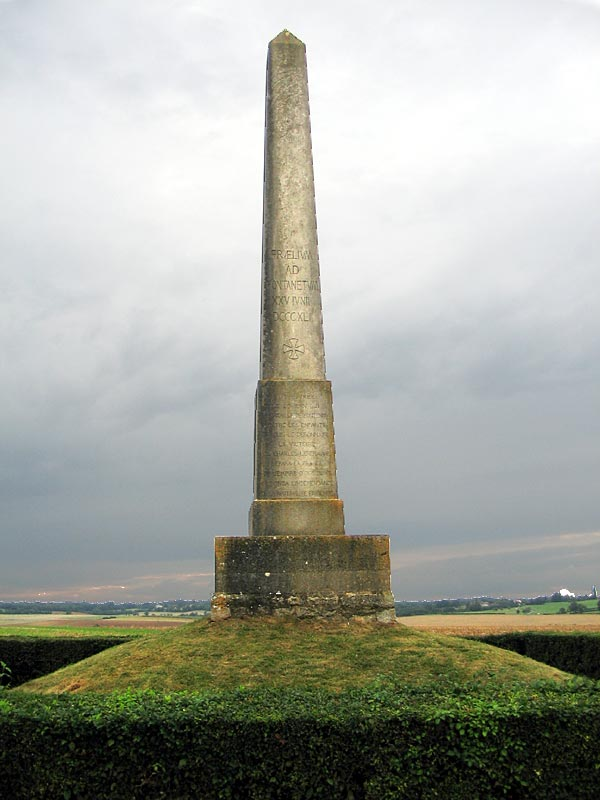
フォントノワの戦いの記念碑(841)

ジラールは、841年のフォントノワの戦いにおいて戦い、後に義兄弟となるロタール1世に従ってエクス＝アン＝プロヴァンスに赴いたとされる。同年パリ伯位を失う。843年にはトゥール伯ユーグの娘ベルト（Berthe）と結婚した。このベルトはロタール1世の妻であるエルマンガルド・ド・トゥール（Ermengard de Tours）の姉妹にあたる。
855年、ジラールはロタール1世の息子シャルルが、名目上プロヴァンス王になると、それを助けるためプロヴァンスの知事に就任した。おそらく、ジラールはプロヴァンスの北方の支配者であることを望んでいたと考えられており、王子であるロタール2世が死去する869年までプロヴァンスを管理し続けた。しかし、ロタール2世の死に乗じ西フランク王シャルル2世がプロヴァンスを得ようと画策、ジラールの妻ベルトがヴィエンヌを防衛していたが、870年にメルセン条約によりプロヴァンスはシャルル2世のものとなり、リヨンおよびヴィエンヌ伯位はシャルル2世の義弟ボソ（後にプロヴァンス王）に与えられた。871年に妻とともにアヴィニヨンに引退すると、おそらく877年、おそくとも879年には死亡した。

## 物語での活躍
ジラールの伝説は、1878年、ルーマニアのP・マイヤーによる『ジラール・ド・ルシヨンの生涯』（Vita Girardi de Roussillion）などで語られている。その起源は12世紀初めから終わりころの武勲詩、『ジラール・ド・ルシヨン』である。この物語は860年代のジラールを元にして、おそらくヴェズレーあたりの修道士によって執筆されたと考えられている。この文献はプロヴァンス方言まじりのフランス語で書かれている。また、『ジラール・ド・ルシヨン』は初期のブルゴーニュの詩をも元にしていると考えられており、14世紀のロマンスにあるアレクサンドル格の要素も導入されている。
なお、後述のように時代考証はそうとういい加減で、特に説明もなくシャルルマーニュやカール・マルテルなど、明らかにジラールより数世代上の人間が普通に登場している。
ジラールの信心深さ、妻のベルトの勇敢さ、そしてシャルルとの戦争などの伝説は文学作品の題材となった。しかし、叙事詩『ジラール・ド・ルシヨン』では史実は歪曲され、義兄弟の間柄であるカール・マルテルに反逆する役割を与えられて、南フランスの伝説の影響で、ジラールはギラン・ド・モングラン（en:Garin de Monglane）の息子という設定になっている。また、13世紀、ベルトラン・ド・バール＝シュル＝オーブによる『ジラール・ド・ヴィエンヌ』（en:Girart de Vienne）ではヴィエンヌがシャルルマーニュに包囲されるという物語になっている。また、イタリアの物語では異教徒の軍隊を率いてシャルルマーニュと戦う、というものも存在する。
長い間、叙事詩『ジラール・ド・ルシヨン』はプロヴァンスの作品であると考えられていたが、ブルゴーニュが起源であることが証明されている。